# Processo estilóide do osso temporal
O processo estilóide do osso temporal é um processo ósseo delgado do osso temporal que se estende para baixo e para a frente a partir da superfície inferior do osso temporal. logo abaixo da orelha.
O processo estilóide é um processo ósseo delgado e pontiagudo do osso temporal que se projeta ântero-inferiormente a partir da superfície inferior do osso temporal logo abaixo da orelha.[carece de fontes?] O seu comprimento normalmente varia de pouco menos de 3 cm a pouco mais de 4 cm. Geralmente é quase reto, mas pode ser curvado em alguns indivíduos.
A sua parte proximal (timpanohial) é embainhada pela parte timpânica do osso temporal (processo vaginal), enquanto a sua parte distal (estilohial) fornece ligação a diversas estruturas.